# Soap Opera Digest Award per la miglior attrice non protagonista in una soap opera

## Miglior attrice non protagonista in una soap opera per il Daytime
- 1984
  - Lisa Trusel (Melissa Anderson) – Il tempo della nostra vita (Days of Our Lives)

- 1985
  - Arleen Sorkin (Calliope Jones Bradford) – Il tempo della nostra vita

- 1986
  - Harley Jane Kozak (Mary Duvall) – Santa Barbara
  - Julie Adams (Paula Denning) – Capitol
  - Jeanne Cooper (Katherine Chancellor) – Febbre d'amore (The Young and the Restless)
  - Marj Dusay (Myrna Clegg) – Capitol
  - Helen Gallagher (Maeve Ryan) – I Ryan (Ryan's Hope)
  - Judith McConnell (Sophia Capwell) – Santa Barbara
  - Beverlee McKinsey (Alexandra Spaulding) – Sentieri (Guiding Light)
  - Kathleen Noone (Ellen) – La valle dei pini (All MyChildren)
  - Giulia Pagano (Marsha Talbot) – Così gira il mondo (As the World Turns)
  - Hillary B. Smith (Margo Hughes) – Così gira il mondo
  - Louise Sorel (Augusta Lockridge) – Santa Barbara
  - Gillian Spencer (Daisy Cortlandt) – La valle dei pini
  - Robin Strasser (Dorian Lord) – Una vita da vivere (One Life to Live)

- 1988
  - Anna Lee (Lila Quartermaine) – General Hospital
  - Tricia Cast (Nina) – Febbre d'amore
  - Marj Dusay (Myrna Clegg) – Capitol
  - Maeve Kinkead (Vanessa Reardon) – Sentieri
  - Kathleen Noone (Ellen) – La valle dei pini

- 1989
  - Joy Garrett (Jo Johnson) – Il tempo della nostra vita
  - Kristen Meadows (Victoria Lane Capwell) – Santa Barbara
  - Julianne Moore (Frannie Hughes) – Così gira il mondo
  - Alexandra Neil (Rose McClaren Shayne) – Sentieri
  - Kathleen Noone (Ellen) – La valle dei pini

- 1990
  - Jane A. Rogers (Heather Donnelly) – Santa Barbara
  - Brenda Brock (Brenda McGillis) – Una vita da vivere
  - Kathryn Hays (Kim Hughes) – Così gira il mondo
  - Marie Masters (Susan Stewart) – Così gira il mondo
  - Susan Pratt (Barbara Montgomery) – La valle dei pini

- 1991
  - Julia Barr (Brooke English) – La valle dei pini
  - Darlene Conley (Sally Spectra) – Beautiful (The Bold and the Beautiful)
  - Maureen Garrett (Holly Reade) – Sentieri
  - Marie Masters (Susan Stewart) – Così gira il mondo
  - Joan Pringle (Ruth Marshall) – Generations

- 1992
  - Jane Elliot (Tracy Quartermaine) – General Hospital
  - Darlene Conley (Sally Spectra) – Beautiful
  - Patricia Elliott (Renee Divine) – Una vita da vivere
  - Alice Haining (Angel) – Così gira il mondo
  - Maeve Kinkead (Vanessa Reardon) – Sentieri

- 1993
  - Ellen Dolan (Roman Brady) – Il tempo della nostra vita
  - Leslie Charleson (Monica Quartermaine) – General Hospital
  - Linda Dano (Felicia Gallant) – Destini (Another World)
  - Jane Elliot (Tracy Quartermaine) – General Hospital
  - Patricia Elliott (Renee Divine) – Una vita da vivere
  - Maureen Garrett (Holly Reade) – Sentieri
  - Tonya Pinkins (Livia Frye Cudahy) – La valle dei pini

- 1994
  - Deborah Adair (Kate Roberts) – Il tempo della nostra vita
  - Jean Carol (Nadine Cooper) – Sentieri
  - Bobbie Eakes (Macy Alexander Sharpe) – Beautiful
  - Marie Masters (Susan Stewart) – Così gira il mondo
  - Robin Strasser (Dorian Lord) – Una vita da vivere
  - Anna Stuart (Donna Love) – Destini

- 1995
  - Signy Coleman (Hope Adams) – Febbre d'amore
  - Anna Stuart (Donna Love) – Destini
  - Tamara Tunie (Jessica Griffin) – Così gira il mondo

- 1996
  - Louise Sorel (Vivian Alamain) – Il tempo della nostra vita
  - Susan Flannery (Stephanie Forrester) – Beautiful
  - Eva LaRue (Maria Santos Grey) – La valle dei pini

- 1997
  - Marcy Walker (Liza Colby) – La valle dei pini
  - Anna Holbrook (Sharlene Frame Hudson) – Destini
  - Elizabeth Keifer (Christina 'Blake' Bauer) – Sentieri

- 1998
  - Judi Evans (Paulina Carlino) – Destini
  - Tricia Cast (Nina) – Febbre d'amore
  - Kelley Menighan Hensley (Emily Stewart) – Così gira il mondo

- 1999
  - Lauralee Bell (Christine Blair) – Febbre d'amore
  - Bobbie Eakes (Macy Alexander Sharpe) – Beautiful
  - Lauren Martin (Camille Bennett) – Così gira il mondo

- 2000
  - Nancy Lee Grahn (Alexis Davis) – General Hospital
  - Lauren Koslow (Kate Roberts) – Il tempo della nostra vita
  - Julie Pinson (Eve Lambert) – Port Charles

- 2001
  - Nancy Lee Grahn (Alexis Davis) – General Hospital
  - Terri Conn (Katie Peretti) – Così gira il mondo
  - Catherine Hickland (Lindsay Rappaport) – Una vita da vivere

- 2003
  - Nancy Lee Grahn (Alexis Davis) – General Hospital
  - Sharon Case (Sharon Newman) – Febbre d'amore
  - Juliet Mills (Tabitha Lenox) – Passions
  - Alison Sweeney (Sami Brady) – Il tempo della nostra vita
  - Tamara Tunie (Jessica Griffin) – Così gira il mondo

- 2005
  - Alison Sweeney (Sami Brady) – Il tempo della nostra vita
  - Bobbie Eakes (Krystal Carey) – La valle dei pini
  - Schae Harrison (Darla Einstein) – Beautiful
  - Alicia Minshew (Kendall Hart Slater) – La valle dei pini
  - Victoria Rowell (Drucilla Winters) – Febbre d'amore
  - Heather Tom (Kelly Cramer) – Una vita da vivere

## Miglior attrice non protagonista in una soap opera per il Primetime
- 1984
  - Lisa Hartman (Ciji Dunne) – California (Knots Landing)

- 1985
  - Catherine Oxenberg (Amanda Bedford Carrington) – Dynasty

- 1986
  - Susan Howard (Donna Culver Krebbs) – Dallas
  - Teri Austin (Jill Bennett) – California
  - Barbara Bel Geddes (Miss Ellie Ewing) – Dallas
  - Julie Harris (Lilimae Clements) – California
  - Lisa Hartman (Ciji Dunne) – California
  - Barbara Howard (Robin Agretti) – Falcon Crest
  - Constance McCashin (Laura Avery) – California

- 1988
  - Tonya Crowe (Olivia Cunningham) – California
  - Barbara Bel Geddes (Miss Ellie Ewing) – Dallas
  - Susan Howard (Donna Culver Krebbs) – Dallas
  - Julie Harris (Lilimae Clements) – California
  - Shanna Reed (Adrienne Cassidy) – I Colby (The Colbys)

- 1989
  - Tonya Crowe (Olivia Cunningham) – California
  - Leann Hunley (Dana Waring Carrington) – Dynasty
  - Sheree J. Wilson (April Stevens) –  Dallas

- 1990
  - Tonya Crowe (Olivia Cunningham) – California
  - Ana Alicia (Melissa Agretti) – Falcon Crest
  - Heather Locklear (Sammy-Jo) – Dynasty

- 1991
  - Lynne Moody (Patricia Williams) – California
  - Mädchen Amick (Shelly Johnson) – I segreti di Twin Peaks (Twin Peaks)
  - Peggy Lipton (Norma Jennings) – I segreti di Twin Peaks